# Landkanton Wolfenbüttel (West)
Der Kanton Wolfenbüttel (West) bestand von 1807 bis 1813 im Distrikt Braunschweig im Departement der Oker im Königreich Westphalen und wurde durch das Königliche Decret vom 24. Dezember 1807 gebildet. Die Verwaltung des Kantons, der keinen eigenen Hauptort hatte, fand von Immendorf aus statt.

## Gemeinden
- Adersheim
- Cramme
- Fümmelse
- Groß-Stöckheim
- Halchter mit Bodenstedter Turm und Montplaisir
- Immendorf mit Drütte, Beddingen
- Leiferde mit Thiedebach
- Thiede
- Nortenhof mit Kloster Steterburg